# Louis Rosier

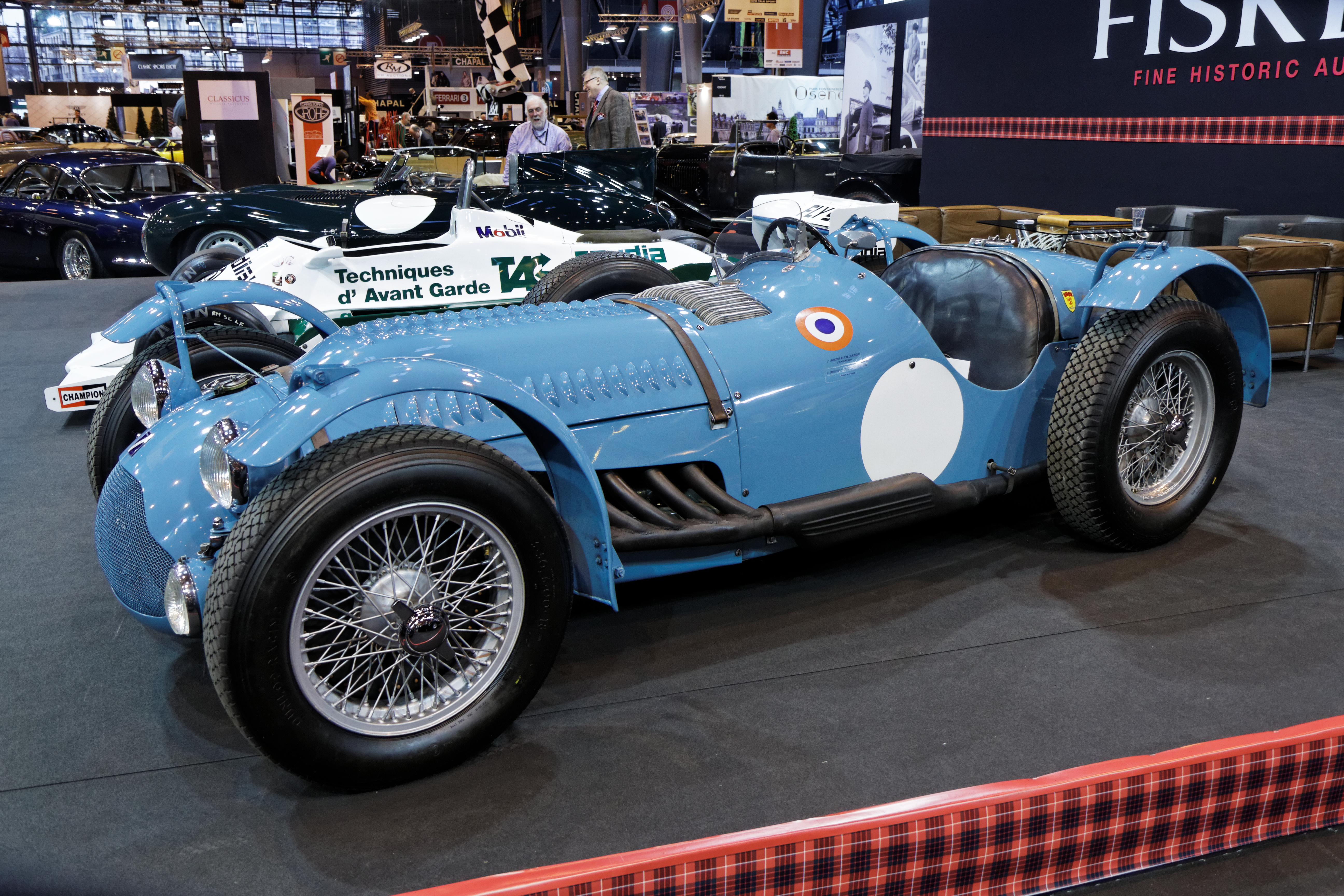
Talbot-Lago T26 GS, ganador de las 24 Horas de 1950.

Louis Claude Rosier (Chapdes-Beaufort, Francia; 5 de noviembre de 1905-Neuilly-sur-Seine, Francia; 29 de octubre de 1956) fue un piloto francés de automovilismo.

## Carrera

### Fórmula 1
Participó en 38 carreras de Fórmula 1 entre 1950 y 1956. Su mejor año fue en 1950, cuando obtuvo la 4.ª posición con 13 puntos y consiguiendo 2 podios, logrados en el Gran Premio de Bélgica y de Suiza, ambos grandes premios, fue 3º. Rosier consiguió un total de 2 podios y 18 puntos en toda su trayectoria. Fue piloto oficial de Talbot-Lago y Maserati, pero generalmente corrió con su equipo privado, la Ecurie Rosier.

### 24 Horas de Le Mans
Ganó las 24 Horas de Le Mans en 1950, sobre un Talbot-Lago T26 GS. Corrió junto a su hijo Jean-Louis Rosier.

### Muerte
Murió a causa de las heridas provocadas en la cabeza por un accidente en el circuito de Montlhéry, al sur de París. Falleció 3 semanas después, en el hospital de Neuilly-sur-Seine.

## Ecurie Rosier
Ecurie Rosier fue el nombre de la escudería de Louis Rosier. Con ella participó en la mayoría de sus carreras, tanto F1, resistencia y otras, entre 1947 hasta su muerte. También corrieron para esta Louis Chiron, Maurice Trintignant, Robert Manzon, entre otros.
Dentro de la F1, los monoplazas eran comprados a Talbot-Lago, Ferrari o Maserati.

## Resultados

### Fórmula 1
(Clave) (negrita indica pole position) (cursiva indica vuelta rápida)

| Año     | Escudería                  | 1       | 2       | 3       | 4       | 5       | 6       | 7      | 8       | 9      | Pos. | Puntos |
| ------- | -------------------------- | ------- | ------- | ------- | ------- | ------- | ------- | ------ | ------- | ------ | ---- | ------ |
| 1950    | Ecurie Rosier              | GBR 5   | MON Ret | 500     |         |         |         | ITA 4  |         |        | 4.º  | 13     |
| 1950    | Automobiles Talbot-Darracq |         |         |         | SUI 3   | BEL 3   | FRA Ret |        |         |        | 4.º  | 13     |
| 1950    | Charles Pozzi              |         |         |         |         |         | FRA 6‡  |        |         |        | 4.º  | 13     |
| 1951    | Ecurie Rosier              | SUI 9   | 500     | BEL 4   | FRA Ret | GBR 10  | GER 8   | ITA 7  | ESP 7   |        | 13.º | 3      |
| 1952    | Ecurie Rosier              | SUI Ret | 500     | BEL Ret | FRA Ret | GBR     | GER     | NED    | ITA 10  |        | NC   | 0      |
| 1953    | Ecurie Rosier              | ARG     | 500     | NED 7   | BEL 8   | FRA 8   | GBR 10  | GER 10 | SUI Ret | ITA 16 | NC   | 0      |
| 1954    | Ecurie Rosier              | ARG Ret | 500     | BEL     | FRA Ret | GBR Ret | GER 8   | SUI    |         |        | NC   | 0      |
| 1954    | Ecurie Rosier              |         |         |         |         |         |         | ESP 7  |         |        | NC   | 0      |
| 1954    | Officine Alfieri Maserati  |         |         |         |         |         |         |        | ITA 8   |        | NC   | 0      |
| 1955    | Ecurie Rosier              | ARG     | MON Ret | 500     | BEL 9   | NED 9   | GBR     | ITA    |         |        | NC   | 0      |
| 1956    | Ecurie Rosier              | ARG     | MON Ret | 500     | BEL 8   | FRA 6   | GBR Ret | GER 5  | ITA     |        | 19.º | 2      |
| Fuente: |                            |         |         |         |         |         |         |        |         |        |      |        |